# Leistera
Leistera is een geslacht van vlinders van de familie spinneruilen (Erebidae), uit de onderfamilie Calpinae.

## Soorten
- L. hampsonia Bethune-Baker, 1906
- L. orbigera Gaede, 1917
- L. pulchristrigata Bethune-Baker, 1906
- L. splendens Bethune-Baker, 1906